# Shumen
Shumen (en idioma búlgaro: Шумен, antiguamente Kolarovgrad) es una ciudad del noreste de Bulgaria, capital de la provincia homónima.

## Historia
Entre 1950 y 1965 recibió el nombre de Kolarovgrad, en honor a Vasil Kolarov, comunista natural de la localidad.

## Equipamientos
Shumen dispone de 11 escuelas, 5 escuelas públicas y 2 institutos. La Universidad de Shumen y la Facultad de Defensa Aérea y Artillería de la Universidad Militar Nacional Vasil Levski son los dos únicos establecimientos para la enseñanza superior. También disponen de un pequeño observatorio astronómico.

## Monumentos

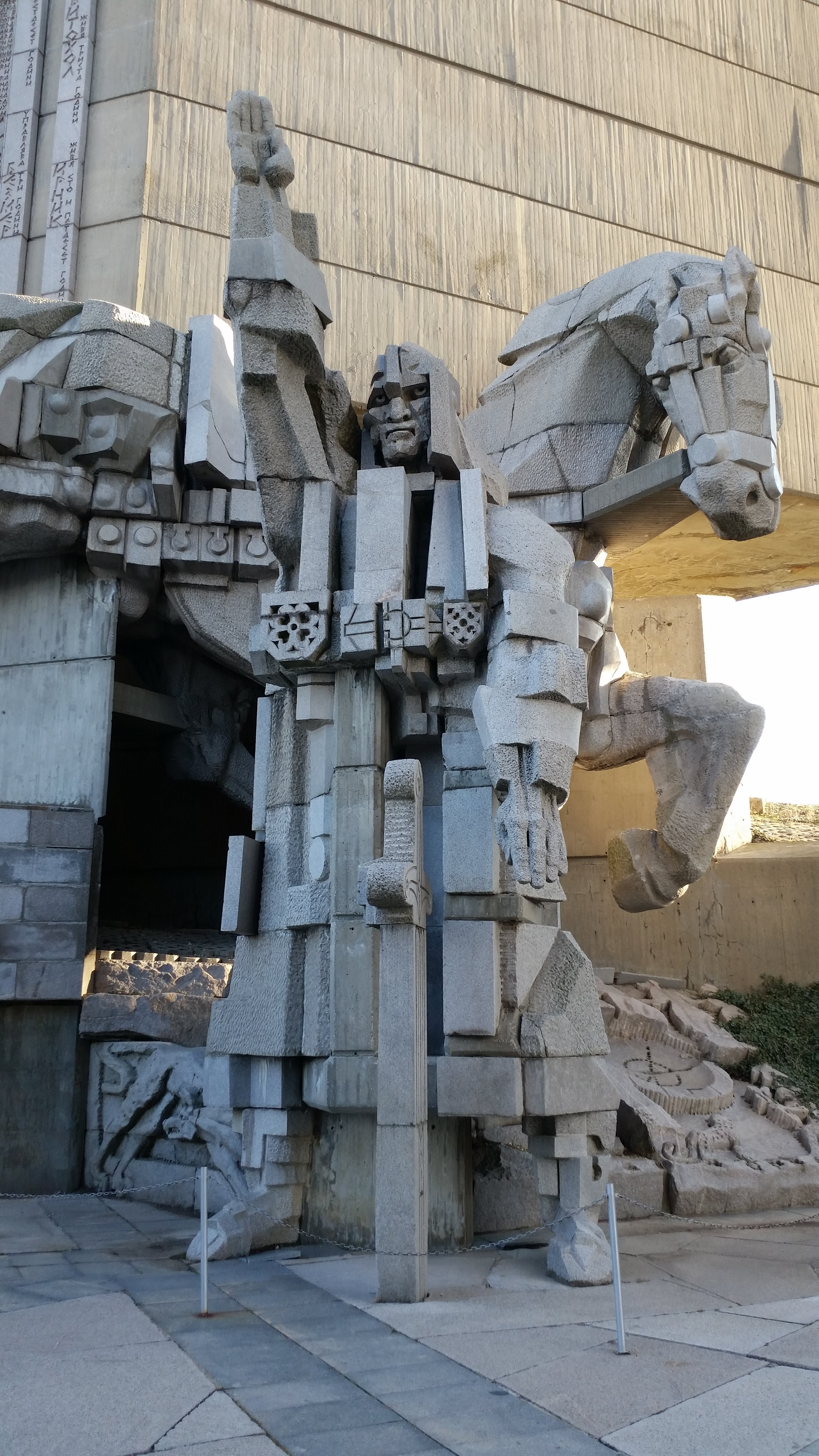
Escultura del monumento a los fundadores del Estado búlgaro

En esta ciudad se encuentra un monumento de enormes dimensiones dedicado a los fundadores del Estado búlgaro. Se construyó en la era comunista en el año 1981 para conmemorar los 1300 años del nacimiento del estado búlgaro. Está construido con hormigón y en muy buen estado de conservación, siendo uno de los monumentos más queridos por el pueblo búlgaro. Se sitúa en la montaña que rodea a la ciudad, y ofrece una vista inmejorable de la misma. 

## Ciudades hermanadas
- Debrecen (Hungría)
- Zhengzhou (China)
- Mâcon (Francia)
- Adapazarı (Turquía)
- Tulcea (Rumanía)
- Podolsk (Rusia)
- Jersón (Ucrania)